# 珀迪鎮區 (密蘇里州巴里縣)
珀迪鎮區（英語：Purdy Township）是位於美國密蘇里州巴里縣的一個行政鎮區。

## 地方資料
珀迪鎮區的面積為61.02平方千米，當中陸地面積為61.00平方千米，而水域面積為0.02平方千米。根據2020年美國人口普查的數據，當地共有人口1802人，而人口密度為每平方千米29.53人。